# Euphranta pallida
Euphranta pallida är en tvåvingeart som beskrevs av Hardy 1983. Euphranta pallida ingår i släktet Euphranta och familjen borrflugor. Inga underarter finns listade i Catalogue of Life.